# Позиллипо

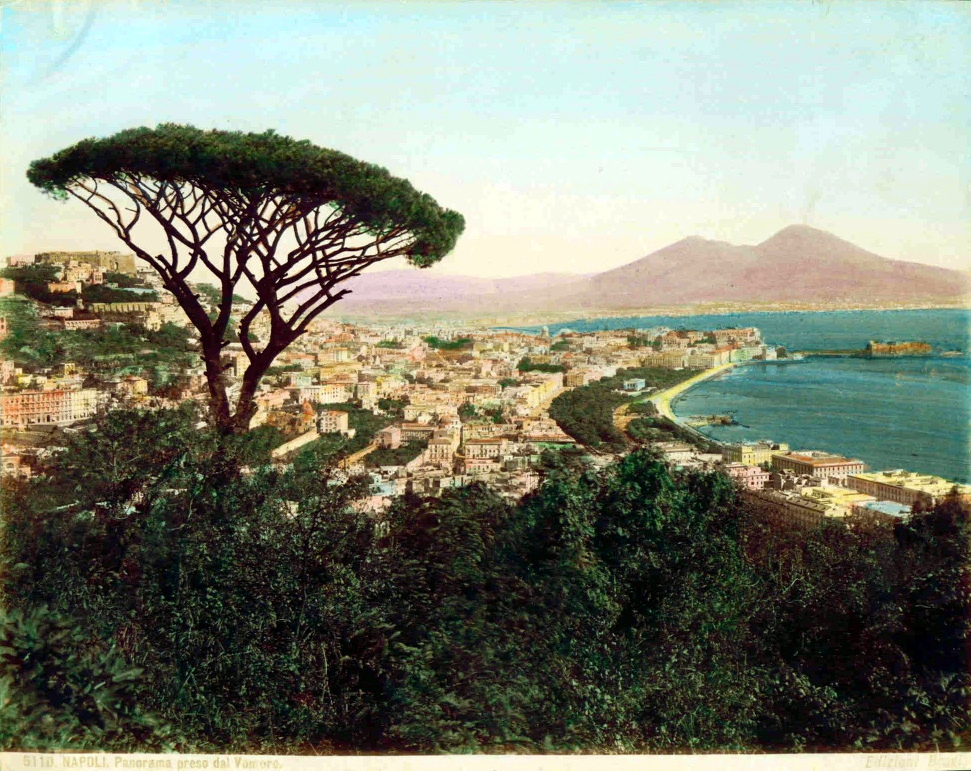
Позиллипо на колоризованной фотографии середины XIX века. Вдали виден Везувий.

Позилли́по (итал. Posillipo, неап. Pusilleco) — холмистый выступ в северной части Неаполитанского залива, расположенный в современных границах города Неаполя. Название образовано от греческого топонима Павсилипон, означающего «утоление боли».
Район, откуда открывается один из лучших видов на Неаполитанский залив, в начале XIX века был практически не застроен. В 1810-е годы вдоль берега моря была проложена дорога, которая стала привлекать в эту местность туристов. Им показывали останки античных вилл и амфитеатра, а также гроты, в одном из которых, по местному поверью, был похоронен Вергилий. Посещение такого грота описал Афанасий Фет, а другой русский путешественник, Павел Муратов, заметил:

Сверкающие белые дороги ведут на Позилиппо, и открывающийся оттуда вид вулканических форм Мизенского мыса и Флегрейских полей соединяется со вкусом тонкой пыли и горько-солёной влаги морского ветра.
В 1820-е годы название школы Позиллипо получила группа пейзажистов (Джачинто Джиганте, Сильвестр Щедрин и др.), которые в лучах горящего солнца, с резкими контрастами света и тени изображали виды неаполитанского побережья. Главе кружка, Антонису Питлоо, покровительствовал русский богач граф Г. В. Орлов. Выполненные на пленэре пейзажи художников этой школы, предвещавшие технику импрессионизма, пользовались большим успехом у туристов как своего рода сувенир о солнечной Италии.

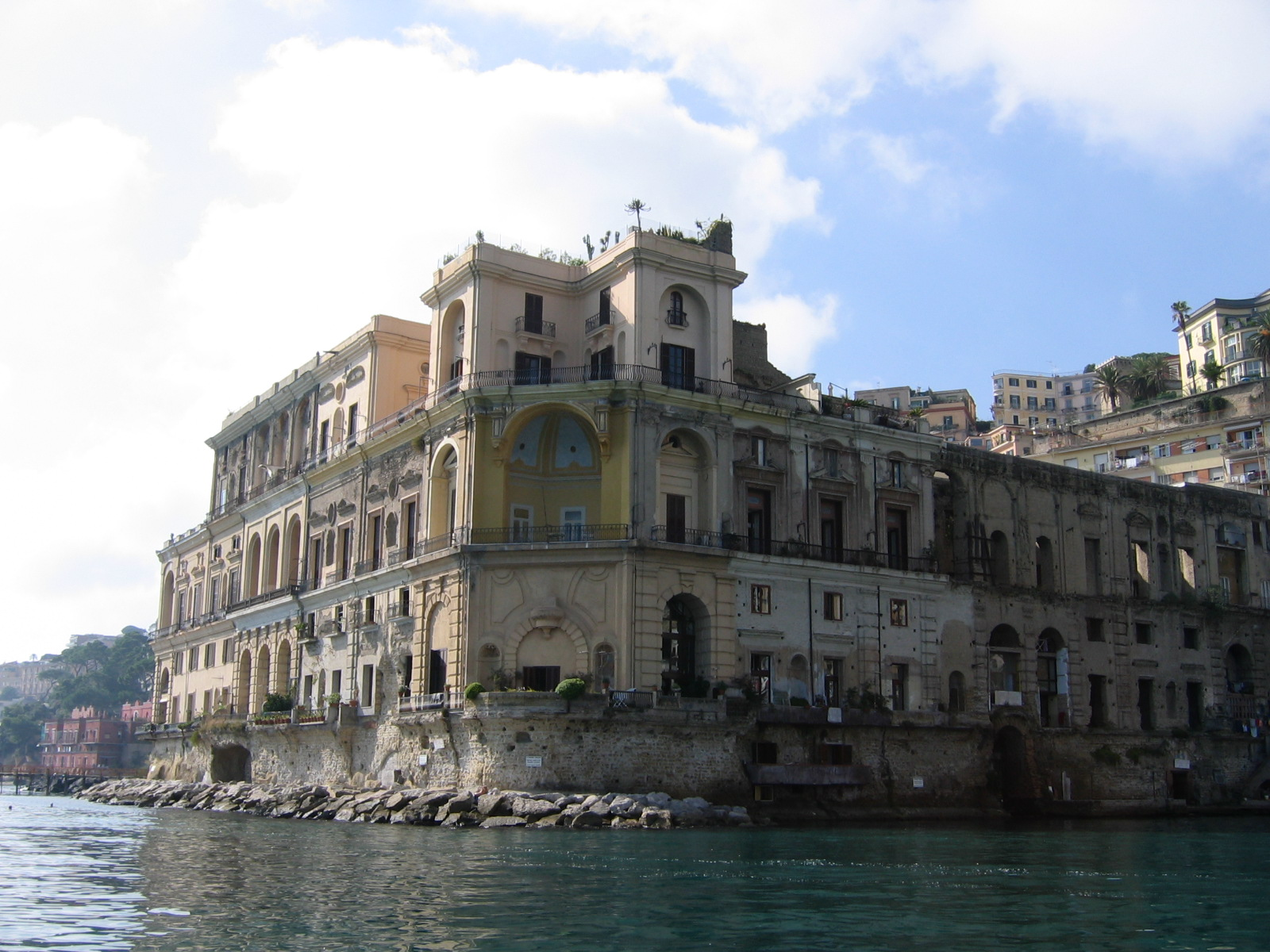
Палаццо донны Анны (вилла Сирена)

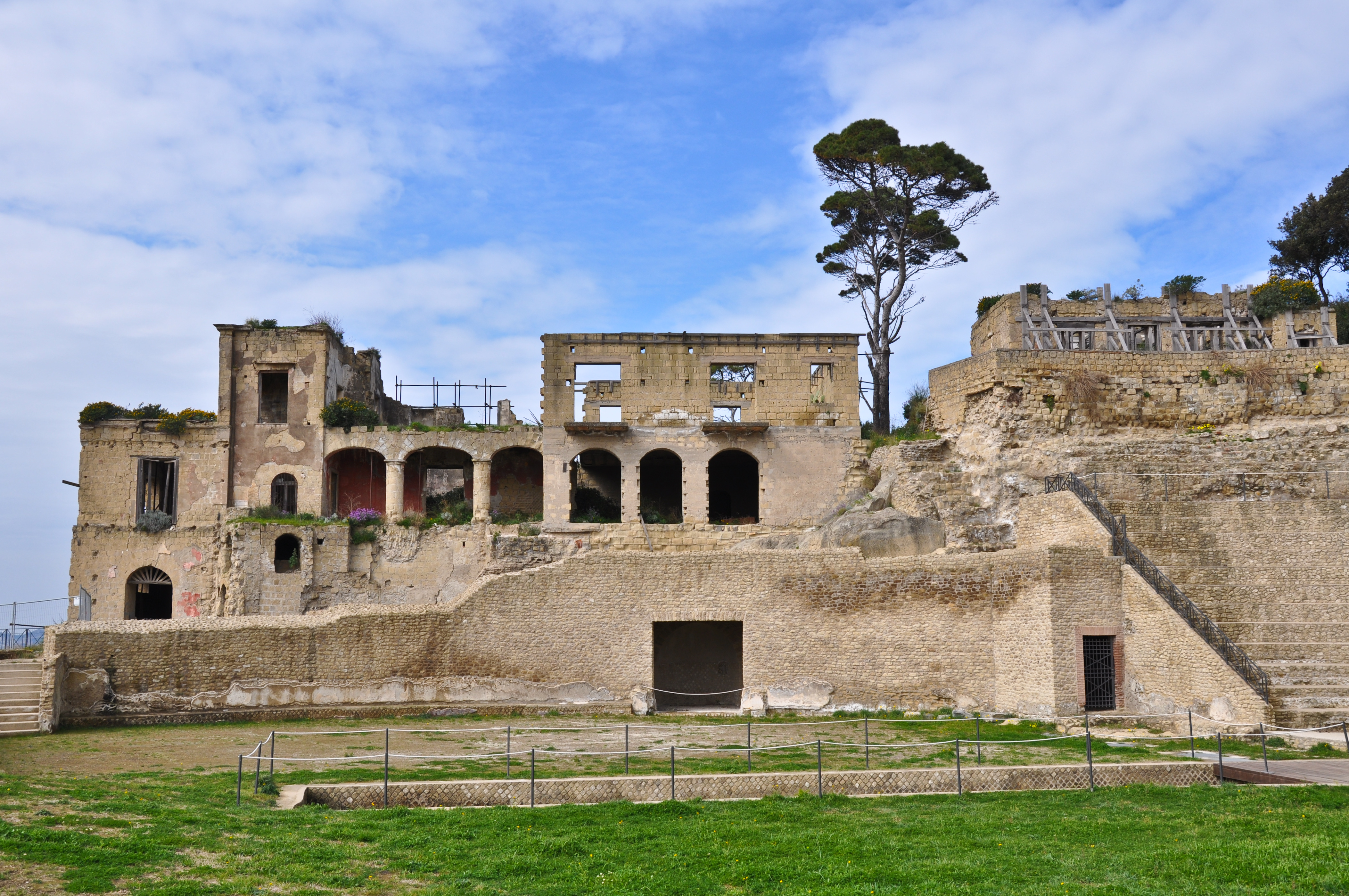
Руины виллы Поллиона

После Второй мировой войны Позиллипо был плотно и хаотично застроен в современном стиле. Район распадается на несколько кварталов, у каждого из которых имеется собственная пристань. С 1925 г. здесь базируется городская команда по водному поло. Среди достопримечательностей выделяются вилла Роузбери (бывшее владение британского премьер-министра Примроуза, ныне летняя резиденция президента Италии) и вилла Сирена (громадное полуразрушенное здание на морском берегу, с которым народная молва связывала преступные оргии королевы Джованны II). Несколько территорий в окрестностях Позиллипо объявлены заповедными:
- Обширные руины виллы богатого всадника Публия Ведия Поллиона[англ.] с т. н. гротом Сеяна, откуда открывается вид на острова Иския, Прочида и Капри.
- Подводный археологический парк у острова Гайола.
- Крипта Неаполитана и Парк гробницы Вергилия.